# Massachusetts Medical Society

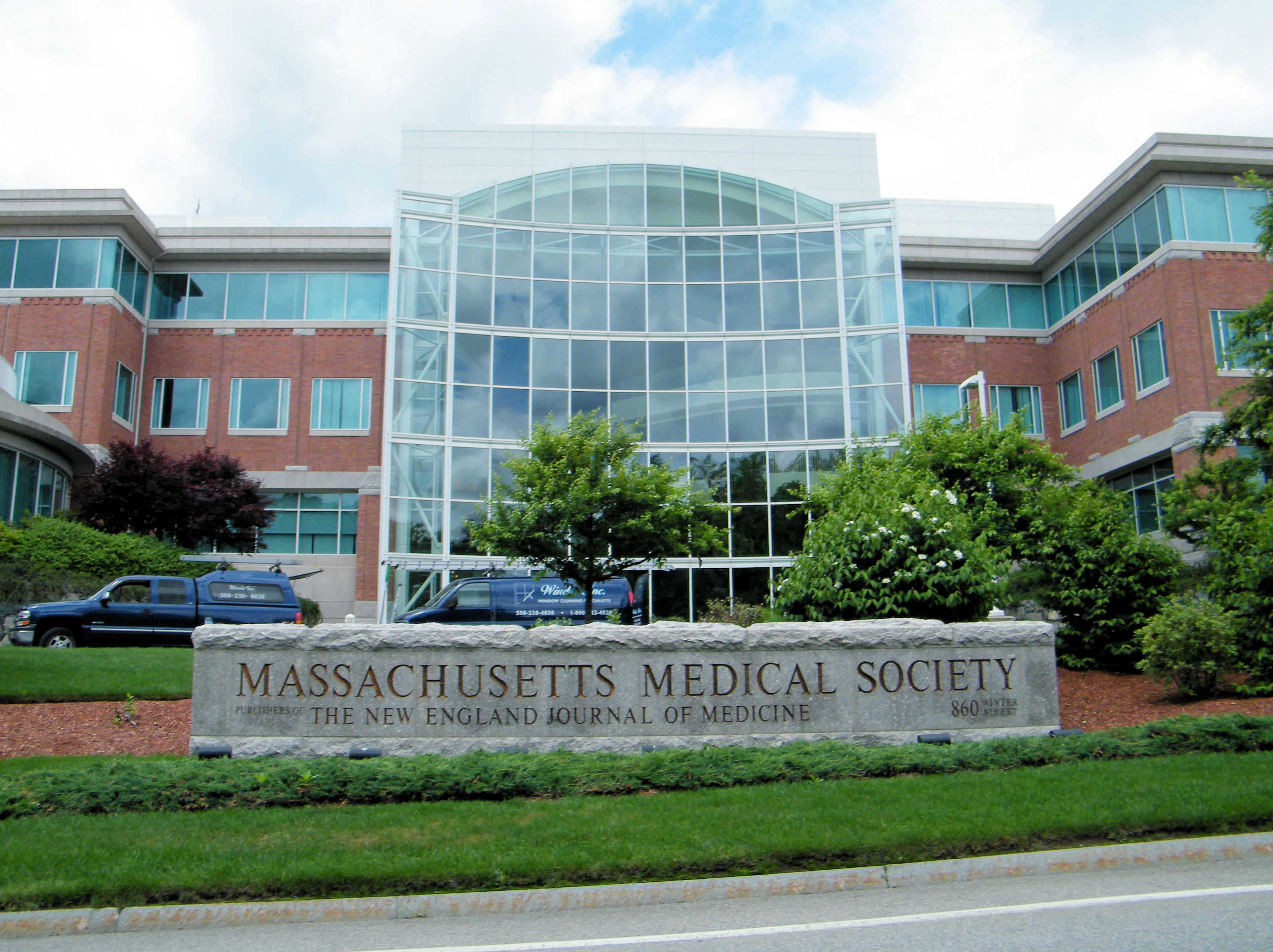
Siedziba MMS w Waltham

Massachusetts Medical Society (MMS) – najstarsze nieprzerwanie działające stanowe towarzystwo medyczne w Stanach Zjednoczonych. Powołane 1 listopada 1781 na mocy decyzji Sądu Najwyższego Massachusetts, MMS jest organizacją non-profit zrzeszającą około 18500 lekarzy, studentów medycyny i rezydentów. Większość członków mieszka lub praktykuje w Massachusetts i jego najbliższym sąsiedztwie.
MMS wydaje czasopismo "New England Journal of Medicine".